# Кварцов часовник
Кварцов часовник вид часовник, който измерва времето използвайки честотата на електронен осцилатор, направен от кварцов кристал. Кварцовите осцилатори генерират сигнал чиято честота е с висока точност (оттук идва терминът кварцово стабилизирана честота). Сигналът се улавя от цифров механизъм, преобразува се в цифров формат и се предава на часовниковия дисплей.